# Копчак (река)
Копча́к (укр. Копчак, рум. Copceac) — левый приток реки Сарата, расположенный на территории Штефан-Водского (Молдавия) и Саратского районов (Одесская область, Украина).

## География
Длина — 25 км (по территории Молдавии — 21 км, Украины — 4 км). Площадь бассейна — 109 км². Русло реки (отметки уреза воды) в верхнем течении (село Семёновка) находится на высоте 79,7 м над уровнем моря. Долина корытообразная, шириной 1,5-2 км, глубиной 50-60 м; в среднем течении изрезана балками и промоинами. Русло в верхнем течении слабо-извилистое, шириной 0,5-1,5 м; в среднем и нижнем течении выпрямлено в канал (канализировано), шириной 4 м и глубиной 0,5 м. На реке создано несколько прудов.
Берёт начало в балках Корогойца и Пырев, что южнее города Кэушень у административной границы Штефан-Водского района с Каушанским. Река течёт на юго-восток и юг, изначально по территории Молдавии, затем пересекает государственную границу и течёт по территории Украины. Впадает в реку Сарата (на 101-м км от её устья) в селе Меняйловка.
Притоки: (от истока к устью) балка Валя-Барбэ-Нягрэ (левый).
Населённые пункты (от истока к устью):
1. Семёновка
2. Копчак
3. Меняйловка